# كيث غامبز
كيث جيروم غامبز توكيجو (بالإنجليزية: Keith Jerome Gumbs Tukijo)‏ (مواليد 11 سبتمبر 1972 في سانت كيتس) لاعب كرة قدم سانت كيتسي ونيفيسي دولي يجيد اللعب في خط الهجوم. يلعب حاليا لصالح نادي سريويجايا إندونيسي من سنة 2007.

## روابط خارجية
- كيث غامبز على موقع الاتحاد الدولي (مؤرشف)  (الإنجليزية)
- كيث غامبز على موقع قاعدة بيانات كرة القدم.إي يو (الإنجليزية)
- كيث غامبز على موقع ناشيونال فوتبول تيمز (الإنجليزية)
- كيث غامبز على موقع عالم كرة القدم.نت (الإنجليزية)